# Sin’gye
Sin’gye (kor. 신계군, Sin’gye-gun) – powiat w Korei Północnej, w centralno-wschodniej części prowincji Hwanghae Północne. W 2008 roku liczył 78 573 mieszkańców. Graniczy z prowincją Kangwŏn na wschodzie, na północy z powiatami Suan i Koksan, na zachodzie z powiatami Sŏhŭng i P’yŏngsan, na południu z powiatami Kŭmch’ŏn i T’osan. Gospodarka powiatu oparta jest na rolnictwie. Przez powiat przebiega 142-kilometrowa linia kolejowa Ch’ŏngnyŏn Ich’ŏn (kor. 청년이천선) między powiatami P’yŏngsan (prowincja Hwanghae Północne) a Sep’o w prowincji Kangwŏn.

## Historia
Przed wyzwoleniem Korei spod okupacji japońskiej w skład powiatu wchodziło 9 miejscowości (kor. myŏn) oraz 70 wsi (kor. ri). W grudniu 1952 z terenów należących wcześniej do miejscowości (kor. myŏn) Sin’gye, Go, Da'mi, Da'ryul, Ma'sŏ, Jŏk'yŏ i Saji utworzono powiat Sin’gye. Składał się z jednego miasteczka (kor. ŭp) oraz 25 wsi (kor. ri).

## Podział administracyjny powiatu
W skład powiatu wchodzą następujące jednostki administracyjne:
| Nazwa jednostki administracyjnej | Rodzaj jednostki administracyjnej | Chosŏn’gŭl |
| -------------------------------- | --------------------------------- | ---------- |
| Sin’gye-ŭp                       | miasteczko                        | 신계읍     |
| Masan-ri                         | wieś                              | 마산리     |
| Rŭngsu-ri                        | wieś                              | 릉수리     |
| T’aeŭl-ri                        | wieś                              | 태을리     |
| Ch'ŏngae-ri                      | wieś                              | 천개리     |
| Jŏngbong-ri                      | wieś                              | 정봉리     |
| Wangdang-ri                      | wieś                              | 왕당리     |
| Jungsan-ri                       | wieś                              | 중산리     |
| Kŭmsŏng-ri                       | wieś                              | 금성리     |
| Juch'ŏn-ri                       | wieś                              | 주천리     |
| Puyong-ri                        | wieś                              | 부용리     |
| Sinsŏng-ri                       | wieś                              | 신성리     |
| Ka'mu-ri                         | wieś                              | 가무리     |
| Paekgok-ri                       | wieś                              | 백곡리     |
| Jisŏk-ri                         | wieś                              | 지석리     |
| Ŭnjŏm-ri                         | wieś                              | 은점리     |
| Ch'ŏngok-ri                      | wieś                              | 천곡리     |
| Taejŏng-ri                       | wieś                              | 대정리     |
| Hwaya-ri                         | wieś                              | 화야리     |
| Sajŏng-ri                        | wieś                              | 사정리     |
| TaeP’yŏng-ri                     | wieś                              | 대평리     |
| Hwasŏng-ri                       | wieś                              | 화성리     |
| Wongyo-ri                        | wieś                              | 원교리     |
| Ch'imgyo-ri                      | wieś                              | 침교리     |
| Daesŏng-ri                       | wieś                              | 대성리     |
| Haep'o-ri                        | wieś                              | 해포리     |
| Sinhŭng-ri                       | wieś                              | 신흥리     |